# Neostenus spinipennis
Neostenus spinipennis är en skalbaggsart som beskrevs av Blackburn 1895. Neostenus spinipennis ingår i släktet Neostenus och familjen långhorningar. Inga underarter finns listade i Catalogue of Life.